# خوسيه دي لا ريفا أجويرو وأوسما
خوسيه دي لا ريفا أغويرو إي أوسما، المركيز السادس لمونتاليجري دي أوليستيا والخامس لكازا دافيلا ولد في 26 فبراير 1885 وتوفي في25 أكتوبر 1944 وهو مؤرخ وكاتب وسياسي بيروفي شغل منصب رئيس وزراء بيرو ووزير العدل والمساواة عمدة ليما تغيرت معتقداته السياسية خلال حياته وتطورت من الليبرالية في شبابه إلى المحافظة القوية المتجذرة في المسيحية في قاموس السيرة الذاتية لليمين المتطرف منذ عام 1890 فقد تم إدراجه كأحد الشخصيات الرائدة في اليمين المتطرف في بيرو

## روابط خارجية
- السيرة الذاتية لريفا أجويرو متاحة على artehisttoria.com
- معهد ريفا أجويرو

قالب:Prime Ministers of Peruقالب:Fascism